# Л
Л (minuskule л) je písmeno cyrilice.
Písmeno se nevyskytuje v azbuce čukotštiny, kde bylo kvůli odlišné výslovnosti nahrazeno písmenem Ԓ.
V latince písmenu Л odpovídá písmeno L (l), v gruzínském písmu písmeno ლ a v arménském písmu písmeno Լ (լ).
V hlaholici písmenu Л odpovídá písmeno Ⰾ.